# Holt (Dorset)
Pour les articles homonymes, voir Holt.
Holt est une paroisse civile et un village du Dorset, en Angleterre.